# Discozantaena drakensbergensis
Discozantaena drakensbergensis är en skalbaggsart som beskrevs av Perkins 2005. Discozantaena drakensbergensis ingår i släktet Discozantaena och familjen vattenbrynsbaggar. Inga underarter finns listade i Catalogue of Life.